# Fonfría (Zamora)
Fonfría è un comune spagnolo di 923 abitanti situato nella comunità autonoma di Castiglia e León.
Il comune comprende i seguenti centri abitati: Arcillera, Bermillo de Alba, Brandilanes, Castro de Alcañices, Ceadea, Fonfría (capoluogo), Fornillos, Moveros e Salto de Castro.